# Sinjorija
Sinjorija je oblika srednjeveške države, ki se je v 13. stoletju razvila v severni in srednji Italiji iz mestnih komun, nastalih po zatonu fevdalnega sistema. Beseda izhaja iz italijanske besede signore (izg. sinjore), ki pomeni gospod.

## Zgodovinska podlaga
Prva mesta so se večinoma ustanavljala kot komune, torej z nekakšno republikansko ureditvijo, ki je predvidevala delitev oblasti med plemstvom in bogatimi obrtniki, ki so vladali skupno (lat. in commune). Toda zaradi čedalje višje ekonomske moči obrtnikov je s časom plemstvo izgubilo ugled. Začeli so poveljevati posamezniki, ki so se bili odlikovali pri obrambi mesta ali ki so kako drugače pripomogli k blaginji skupnosti. Tako so nastali sinjori (gospodje), ki večinoma niso izhajali iz plemiških družin, a so se večkrat vedli kot pravi novi fevdalci. Tu se je pa izkazala velika razlika med fevdalizmom in sinjorijami. Fevdalni gospodje so se opirali na podložnike, ki se nikakor niso mogli otresti njihove oblasti; okoli sinjorjev so se pa zbirali več ali manj svobodni ljudje, ki so svoje usluge nudili v zameno za varnost in mir. Predstavniki komun so bili voljeni in potrjeni od ljudstva in ko se se med njimi pojavili prvi sinjori, so morali imeti podporo prebivalstva, sicer se niso obdržali na vodilnih položajih. Tako je kmalu prišlo do nekake naravne selekcije sinjorjev, kjer so preživeli le tisti, ki so bili dovolj pravični in sposobni.
Seveda niti prehod iz komune v sinjorijo, niti uveljavitev raznih sinjorjev nista bili vedno mogoči brez oboroženih spopadov, pa tudi ne brez spletkarjenja in političnih ukan. Italijanske sinjorije niso nastale brez prelivanja krvi, a so bile zaključek najtemnejšega obdobja srednjega veka in podlaga za moderno pojmovanje socialnega življenja v sklopu države.

## Nastanek sinjorij
Sinjorije so nastajale na zelo različne načine, kar je tudi dalo vsaki posebej svojstven značaj in je večkrat bilo merodajno za vse nadaljnje politično življenje.
Zgodilo se je, da je bil komunski podestat ali capitano tolikokrat potrjen iz leta v leto, da je končno prejel dosmrtno investicijo.
Lahko je pa tudi sposobnost izrednega vojnega capitana, ki je odločilno premagal nasprotnika, narekovala njegovo dosmrtno izvolitev za poglavarja.
Včasih se sicer formalna uprava mesta ni spremenila, a dejansko je bil eden od predstavnikov toliko ugleden in premožen, da so se enostavno vsi ostali pokorili njegovim napotkom.
V teh treh primerih je dosmrtno trajanje poslanstva in predvsem ugled, ki ga je človek užival, zadostovalo za povišanje predstavnika ljudstva v gospoda, ki je odločal o usodi mesta in meščanov. Danes bi lahko rekli, da je to bil demokratično izvoljen dosmrtni predsednik, a v tistih časih je lahko pomenilo, da je bil kar kralj v malem.
Zgodilo se je tudi, da se je komuna znašla v posebnih okoliščinah, na primer v težkih gmotnih težavah, ali pa pod grožnjo oboroženega napada s strani premočnega nasprotnika. V teh primerih se je komunska srenja odločila, da se »proda ali preda«. V prvem slučaju je odstopila samostojnost v zameno za določeno vsoto denarja, s čimer je bila trenutna kriza odpravljena, a mesto je moralo sprejeti politiko svojega dobrotnika. V drugem slučaju se je komuna raje postavila pod okrilje kakega močnega sinjorja, kakega fevdnega gospoda, cesarjevega predstavnika, kralja ali papeža, ki je tako moral rešiti vse njene probleme, a jo je seveda vključil v svoje posesti. Večinoma je bil to napadalec sam, mesto se mu je enostavno predalo. V obeh primerih je bilo komune konec in nastala ali povečala se je sinjorija, ki je seveda nadalje odločala o politiki skupnosti.

## Zaton sinjorij
Ko so prišli na oblast prvi sinjori, so najprej postopoma postavili v ozadje komunske statute (ustavo), ki so razdeljevali upravo mesta po zamisli skupinskega vladanja. Niso se podrejevali odločitvam srenje, pač pa so uveljavljali lastna načela in postavljali svoje zakone. Tako se je sinjor vedno bolj povzdigoval nad upravitelje mesta. Tudi pridobitev drugih sinjorij je ustvarjala vedno večji razmik med sinjorjem in mestno upravo, saj se novi podložniki niso podrejevali mestni upravi, pač pa sinjorju osebno. V kratkem je bil njegov naslov končno priznan za dednega. Od tega trenutka dalje ni več govora o sinjorju, temveč o družini ali dinastiji (italijansko casato). Proti koncu štirinajstega stoletja je nekaterim družinam uspelo dobiti cesarjevo ali papeževo priznanje, kar jih je povzdignilo v prince. Skozi vse petnajsto stoletje so se sinjorije na ta način spreminjale v principate. Za  nekatere zgodovinarje se s tem zaključi obdobje sinjorij. Drugi menijo, da je šlo le za zamenjavo imena in kvečjemu za pridobitev plemiškega naslova, zato naj bi zgodovina posameznih sinjorij obsegala tudi obdobje principata, ki ji je sledilo. Dejansko so mesta dosegla razcvet in največji pomen le kot sinjorije, medtem ko so principati v večini primerov samo povzročili – ali vsaj pospešili - kulturno in socialno propadanje teh srednjeveških državic, ki so jih pozneje, v šestnajstem stoletju, tujci brez večjih težav podjarmili.